# Óscar Villa
Óscar Eduardo Villa Domínguez (Pánuco, 24 febbraio 2001) è un calciatore messicano, difensore del León.

## Carriera
Cresciuto nel settore giovanile del León, ha esordito in prima squadra il 23 febbraio 2022, in occasione dell'incontro di CONCACAF Champions League vinto 1-0 contro il Guastatoya. Il 5 marzo successivo ha debuttato anche in Liga MX, disputando l'incontro vinto per 1-0 in trasferta contro il Juárez.

## Statistiche

### Presenze e reti nei club
Statistiche aggiornate al 17 settembre 2022.
| Stagione        | Squadra         | Campionato      | Campionato | Campionato | Coppe nazionali | Coppe nazionali | Coppe nazionali | Coppe continentali | Coppe continentali | Coppe continentali | Altre coppe | Altre coppe | Altre coppe | Totale | Totale |
| Stagione        | Squadra         | Comp            | Pres       | Reti       | Comp            | Pres            | Reti            | Comp               | Pres               | Reti               | Comp        | Pres        | Reti        | Pres   | Reti   |
| --------------- | --------------- | --------------- | ---------- | ---------- | --------------- | --------------- | --------------- | ------------------ | ------------------ | ------------------ | ----------- | ----------- | ----------- | ------ | ------ |
| 2021-2022       | León            | LM              | 4          | 0          |                 | -               | -               | CCL                | 3                  | 0                  | LC          | -           | -           | 7      | 0      |
| 2022-2023       | León            | LM              | 5          | 0          |                 | -               | -               |                    | -                  | -                  |             | -           | -           | 5      | 0      |
| Totale carriera | Totale carriera | Totale carriera | 9          | 0          |                 | -               | -               |                    | 3                  | 0                  |             | -           | -           | 12     | 0      |

## Palmarès
- CONCACAF Champions League: 1

León: 2023